# Stalag 319

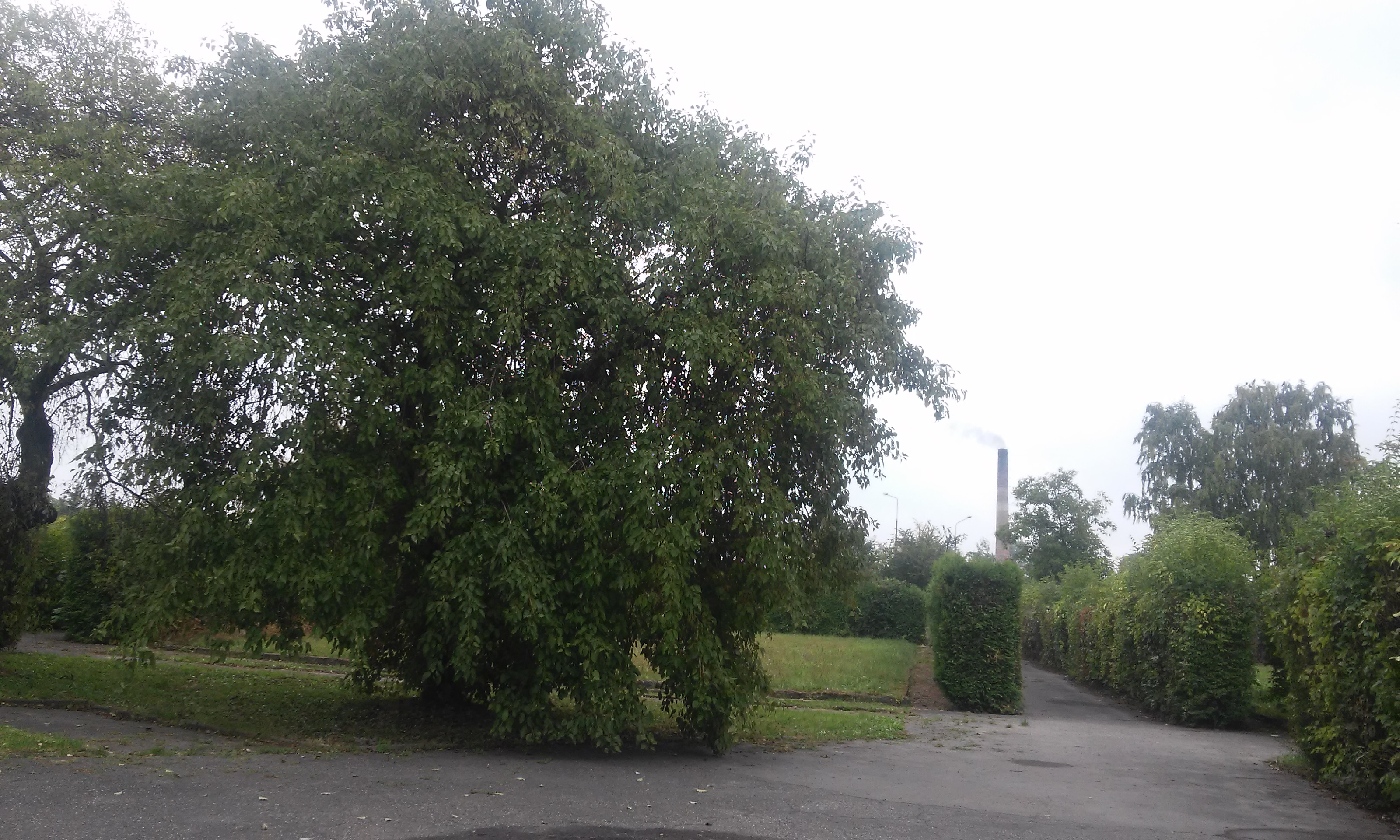
Teren obozu, widoczne zarysy mogił zbiorowych, ulice Rampa Brzeska/Okszowska

Stalag 319 – niemiecki obóz jeniecki działający od lipca 1941 do kwietnia 1944 w Chełmie.

## Struktura obozu i jeńcy
Stalag 319 był jednym z największych obozów na ziemiach polskich. Składał się z trzech podobozów w samym mieście (319 A - ul. Rampa Brzeska/Okszowska, 319 B - ul. Wojsławicka/Partyzantów/Lwowska/Borek-Patelnia, 319 C - ul. Rampa Brzeska) oraz kilku podobozów w okolicy (m.in. we Włodawie - około 12 000 ofiar). W obozie przebywali przede wszystkim jeńcy radzieccy, a także polscy (Polacy z terenów zajętych przez III Rzeszę po 1941 i żołnierze 27 DP AK), włoscy, belgijscy i brytyjscy.

## Ofiary
Brak żywności, szerzące się choroby, nadludzka praca, a także częste egzekucje (na miejscu rozstrzeliwywano żołnierzy pochodzenia żydowskiego, Romów czy wyższych oficerów), powodowały ogromną śmiertelność wśród jeńców chełmskiego stalagu. Przyjmuje się, iż przez Stalag 319 w Chełmie przeszło około 200 000 jeńców z czego około 90 000 poniosło śmierć. W 1942 zorganizowane (przy ul. Partyzantów i Lwowskiej) przez SS-manów Sonderkommando 1005 składające się z około 300 Żydów z chełmskiego getta dokonało ekshumacji około 30 000 zamordowanych jeńców w podmiejskim lesie Borek. W następnych latach władze obozu zorganizowały w Borku "polowe" krematorium (otoczone wałem z ziemi, zwane Patelnią), w którym palono dziesiątki tysięcy zwłok. Według nieoficjalnych informacji w Chełmie używano też samochodów do gazowania.

## Po wojnie
Obecnie w mieście znajdują się dwa cmentarze. Pierwszy na skrzyżowaniu ulic Okszowskiej/Rampy Brzeskiej/Al. Przyjaźni - tzw. cmentarz szkieletowy - z ponad 60 000 pochowanych. W latach sześćdziesiątych cmentarz został ogrodzony prowizorycznym murem z niewielkim pomnikiem (można sądzić, iż wiele masowych mogił znajduje się poza murem). 
Drugi cmentarz w pobliżu lasu Borek mieści prowizoryczne kwatery. Ustawiono tu pomnik z symbolami polskimi, włoskimi, żydowskimi i radzieckimi. W środku lasu znajduje się drugi pomnik - w pobliżu dawnego krematorium. Na cmentarzu spoczywają prochy około 50 000 jeńców.

## Opracowania
- Andrzej Rybak, Stalag 319 w Chełmie. Zarys dziejów, Chełm 2004.